# Ledyard (Connecticut)
Ledyard es un pueblo del condado de New London, Connecticut, Estados Unidos. En el año 2000 contaba con 14,687 habitantes. El Foxwoods Resort Casino está en Ledyard.

## Geografía
Según el censo de 2000, Ledyard tiene una superficie de 103,6 km², con 98,8 km² de tierra y 4,8 km² de agua.
La pequeña aldea de Gales Ferry, Connecticut se encuentra en el oeste de Ledyard. Al oeste se sitúa el río Thames. Al norte está el pueblo de Preston. Más allá de la frontera oriental están los pueblos de North Stonington y Stonington. Al sur se encuentra la ciudad de Groton.

## Historia
Ledyard recibió su nombre en tributo al Coronel William Ledyard, héroe de la época colonial, fallecido en el Groton. Fue colonizado por los europeos en 1653. Antes de 1836, su tierra pertenecía a Groton. Hay pocas casas de la época colonial, y la mayoría fue construida entre los años 1960 y 1980.
El pueblo de Gales Ferry, localizado en Ledyard, contiene el Distrito Histórico de Gales Ferry, donde se encuentra una aldea del siglo XIX al lado del río Thames.

## Demografía
La población de Ledyard es 88,23 % blanca, 2,50 % negra, 3,51 % indígena, y 2,19 % asiática. Los ingresos medios de una familia en Ledyard son de 69,214 dólares. Los ingresos por persona son de 24,953 dólares. El 4,0% de la población está por debajo del umbral de la pobreza.

## Escuelas
Ledyard se caracteriza por sus buenas escuelas públicas, seis en total. Las cuatro escuelas primarias son: Gales Ferry Elementary School, Juliet W. Long Elementary School, Ledyard Center Elementary School, y Gallup Hill Elementary School. Hay dos escuelas secundarias, Ledyard Middle School (para los grados 7-8) y Ledyard High School (para los grados 9-12).
- Datos: Q126051
- Multimedia: Ledyard, Connecticut / Q126051